# Turcs de Romania

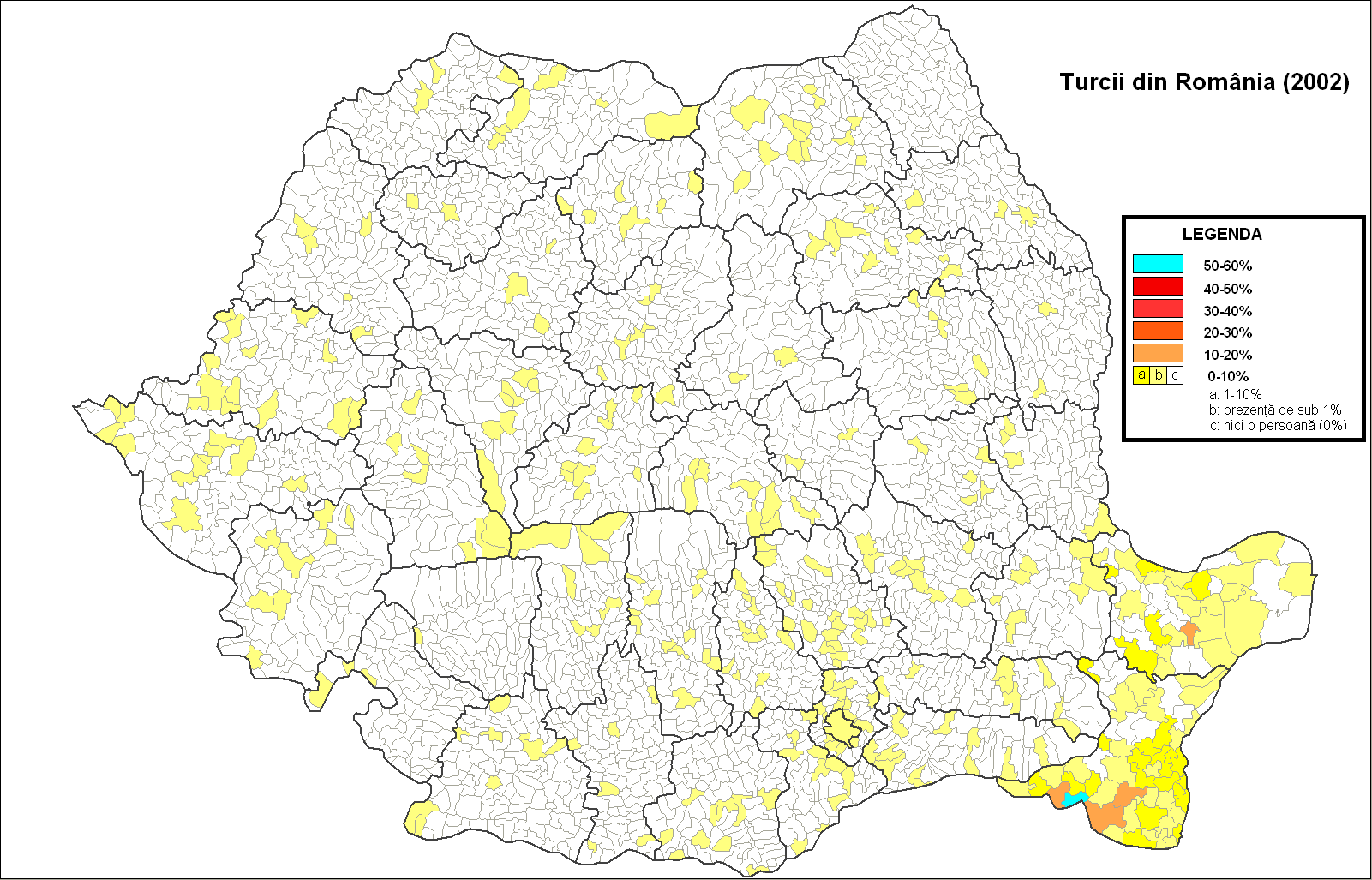
Distribució dels turcs de Romania (cens del 2002)

Els turcs de Romania, també coneguts com a romanesos turcs i turcs romanesos (en turc: Romanya Türkleri, en romanès: Turcii din România) són turcs ètnics que formen una minoria ètnica a Romania.
Segons el cens del 2011, hi havia 28.226 turcs al país, formant una minoria del 0,15% de la població. D’aquests, el 81,1% es va registrar a la regió de la Dobruja, al sud-est del país, a prop del mar Negre, als comtats de Constanța (21.014) i Tulcea (1.891), amb un 8,5% més a la capital de la nació a Bucarest (2.388).

## Història
L'assentament turc té una llarga història en la Dobruja regió, diversos grups com búlgars, petxenegs, cumans i turcmans que s'estableixen en la regió entre els segles 13 i setè, i probablement contribueix a la formació d'un Cristià política autònoma al segle 14. Un esdeveniment important en la història de la població turca va ser, però, la conquesta otomana de la regió a principis del segle XV. Per tant, al segle XVII la majoria dels assentaments de Dobruja tenien noms turcs, ja sigui per colonitzacions o per assimilació de les poblacions turques preotomanes islamitzades. Al segle xix, els turcs i els tàtars eren més nombrosos a Dobruja que els romanesos.

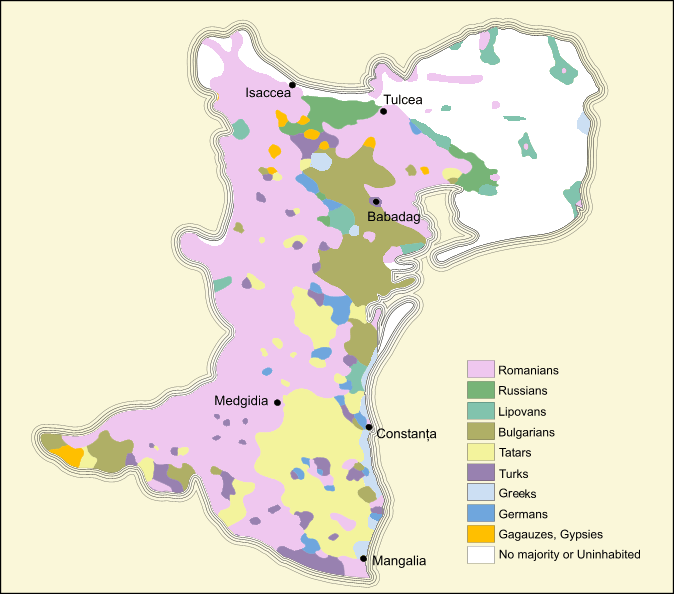
Turcs (porpra fosc) a la Dobruja del Nord (1903)

| Història demogràfica a la Dobruja del Nord |              |               |                 |                 |                 |                 |                 |                 |                 |                 |
| Ètnia                                      | 1880         | 1899          | 1913            | 1930 ¹          | 1956            | 1966            | 1977            | 1992            | 2002            | 2011            |
| Tots                                       | 139.671      | 258.242       | 380.430         | 437.131         | 593.659         | 702.461         | 863.348         | 1.019.766       | 971.643         | 897.165         |
| Romanès                                    | 43.671 (31%) | 118.919 (46%) | 216.425 (56,8%) | 282.844 (64,7%) | 514.331 (86,6%) | 622.996 (88,7%) | 784.934 (90,9%) | 926.608 (90,8%) | 883.620 (90,9%) | 751.250 (83,7%) |
| Búlgar                                     | 24.915 (17%) | 38.439 (14%)  | 51.149 (13,4%)  | 42.070 (9,6%)   | 749 (0,13%)     | 524 (0,07%)     | 415 (0,05%)     | 311 (0,03%)     | 135 (0,01%)     | 58 (0,01%)      |
| Turc                                       | 18.624 (13%) | 12.146 (4%)   | 20.092 (5,3%)   | 21.748 (5%)     | 11.994 (2%)     | 16.209 (2,3%)   | 21.666 (2,5%)   | 27.685 (2,7%)   | 27.580 (2,8%)   | 22.500 (2,5%)   |
| Tàtara                                     | 29.476 (21%) | 28.670 (11%)  | 21.350 (5,6%)   | 15.546 (3,6%)   | 20.239 (3,4%)   | 21.939 (3,1%)   | 22.875 (2,65%)  | 24.185 (2,4%)   | 23.409 (2,4%)   | 19.720 (2,2%)   |
| Rus-lipovà                                 | 8.250 (6%)   | 12.801 (5%)   | 35.859 (9,4%)   | 26.210 (6%) ²   | 29.944 (5%)     | 30.509 (4,35%)  | 24.098 (2,8%)   | 26.154 (2,6%)   | 21.623 (2,2%)   | 13.910 (1,6%)   |
| Rutena (Ucraïnès del 1956)                 | 455 (0,3%)   | 13.680 (5%)   | 35.859 (9,4%)   | 33 (0,01%)      | 7.025 (1,18%)   | 5.154 (0,73%)   | 2.639 (0,3%)    | 4.101 (0,4%)    | 1.465 (0,1%)    | 1.177 (0,1%)    |
| Alemanys                                   | 2.461 (1,7%) | 8.566 (3%)    | 7.697 (2%)      | 12.023 (2,75%)  | 735 (0,12%)     | 599 (0,09%)     | 648 (0,08%)     | 677 (0,07%)     | 398 (0,04%)     | 166 (0,02%)     |
| Grega                                      | 4.015 (2,8%) | 8.445 (3%)    | 9.999 (2,6%)    | 7.743 (1,8%)    | 1.399 (0,24%)   | 908 (0,13%)     | 635 (0,07%)     | 1.230 (0,12%)   | 2.270 (0,23%)   | 1.447 (0,16%)   |
| Gitana                                     | 702 (0,5%)   | 2.252 (0,87%) | 3.263 (0,9%)    | 3.831 (0,88%)   | 1.176 (0,2%)    | 378 (0,05%)     | 2.565 (0,3%)    | 5.983 (0,59%)   | 8.295 (0,85%)   | 11.977 (1,3%)   |

## Demografia

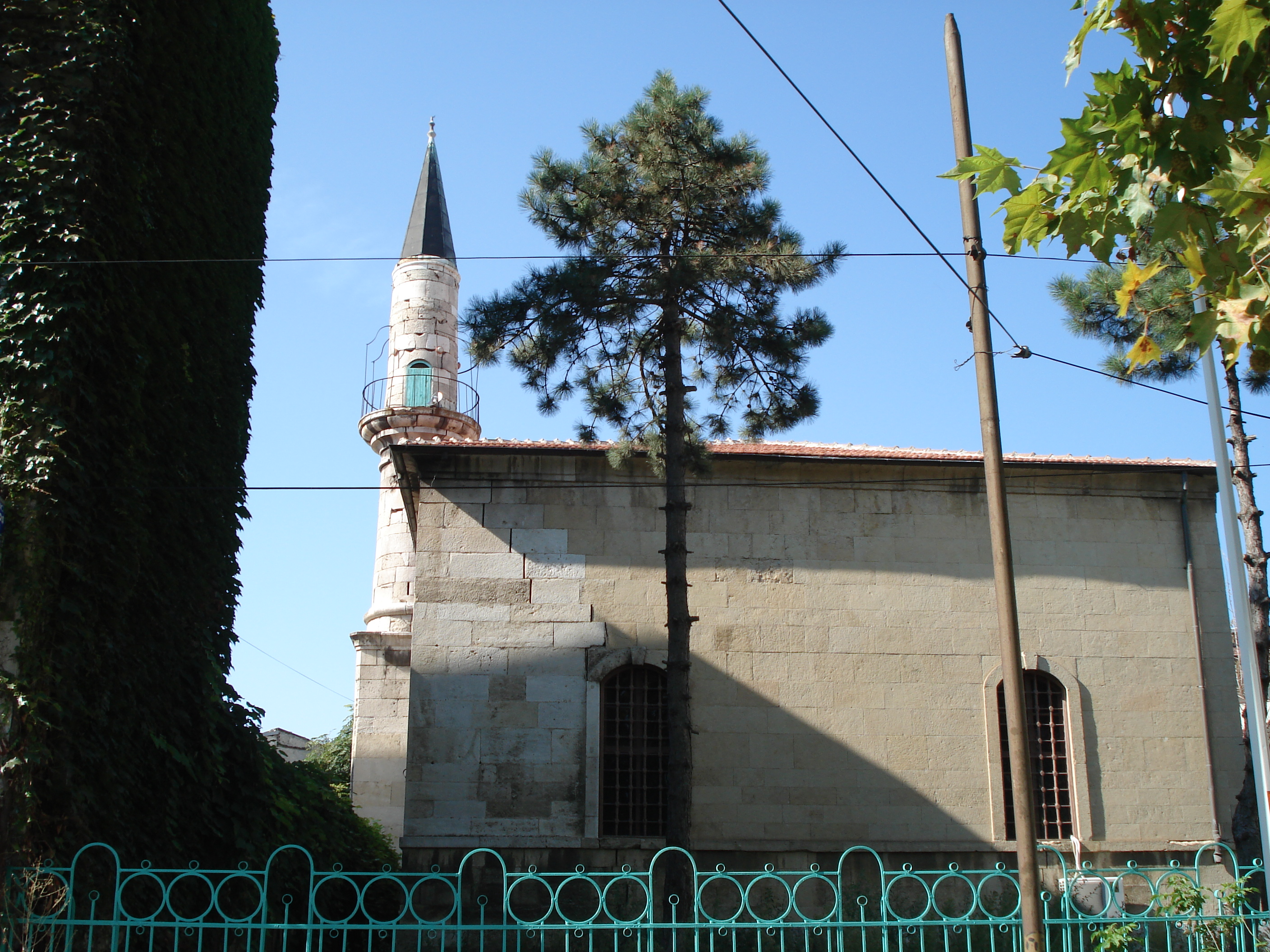
Mesquita Hunchiar de Constanța, acabada el 1869 pel sultà otomà Abd-ul-Aziz

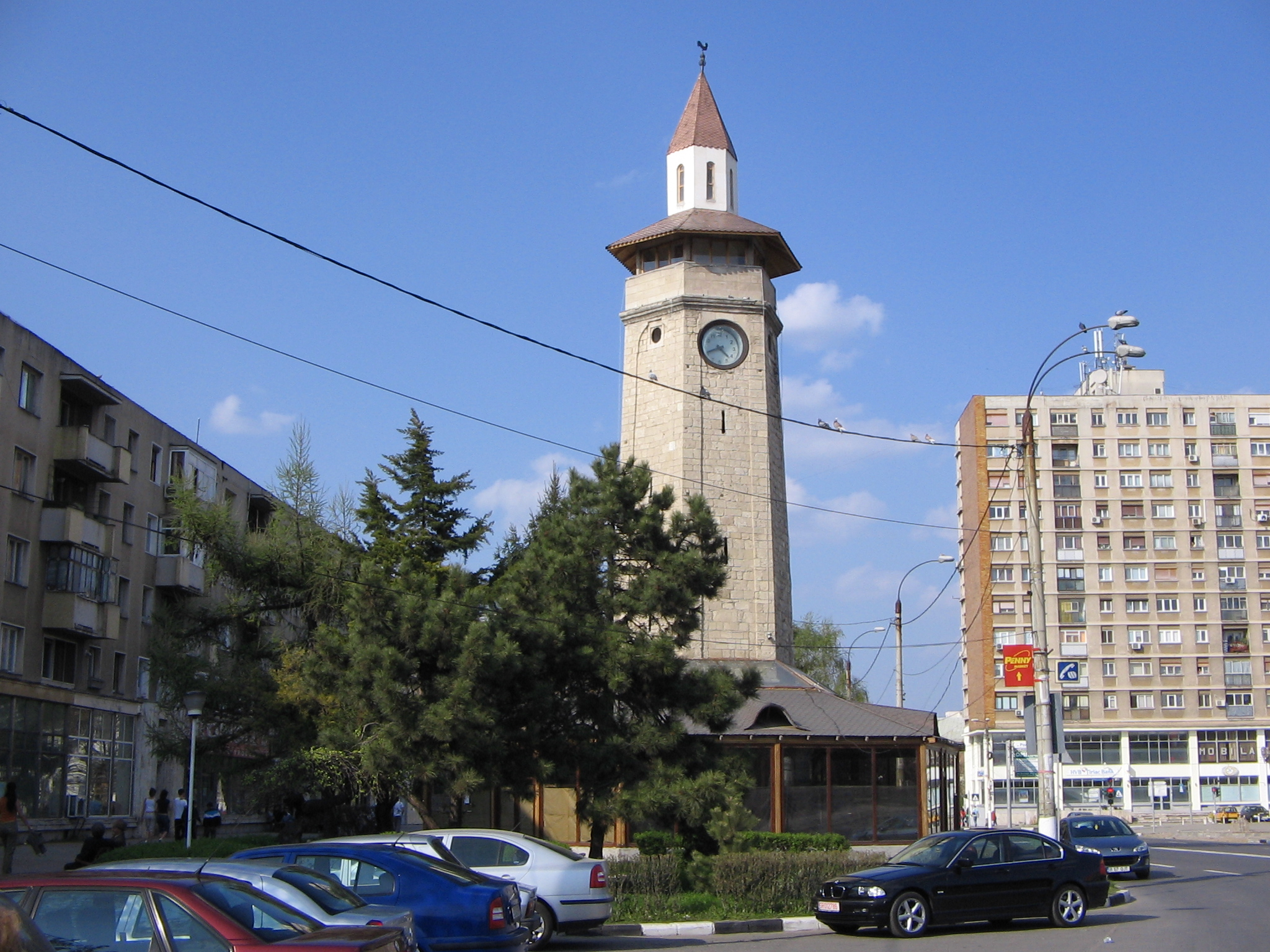
Torre del rellotge otomà a Giurgiu

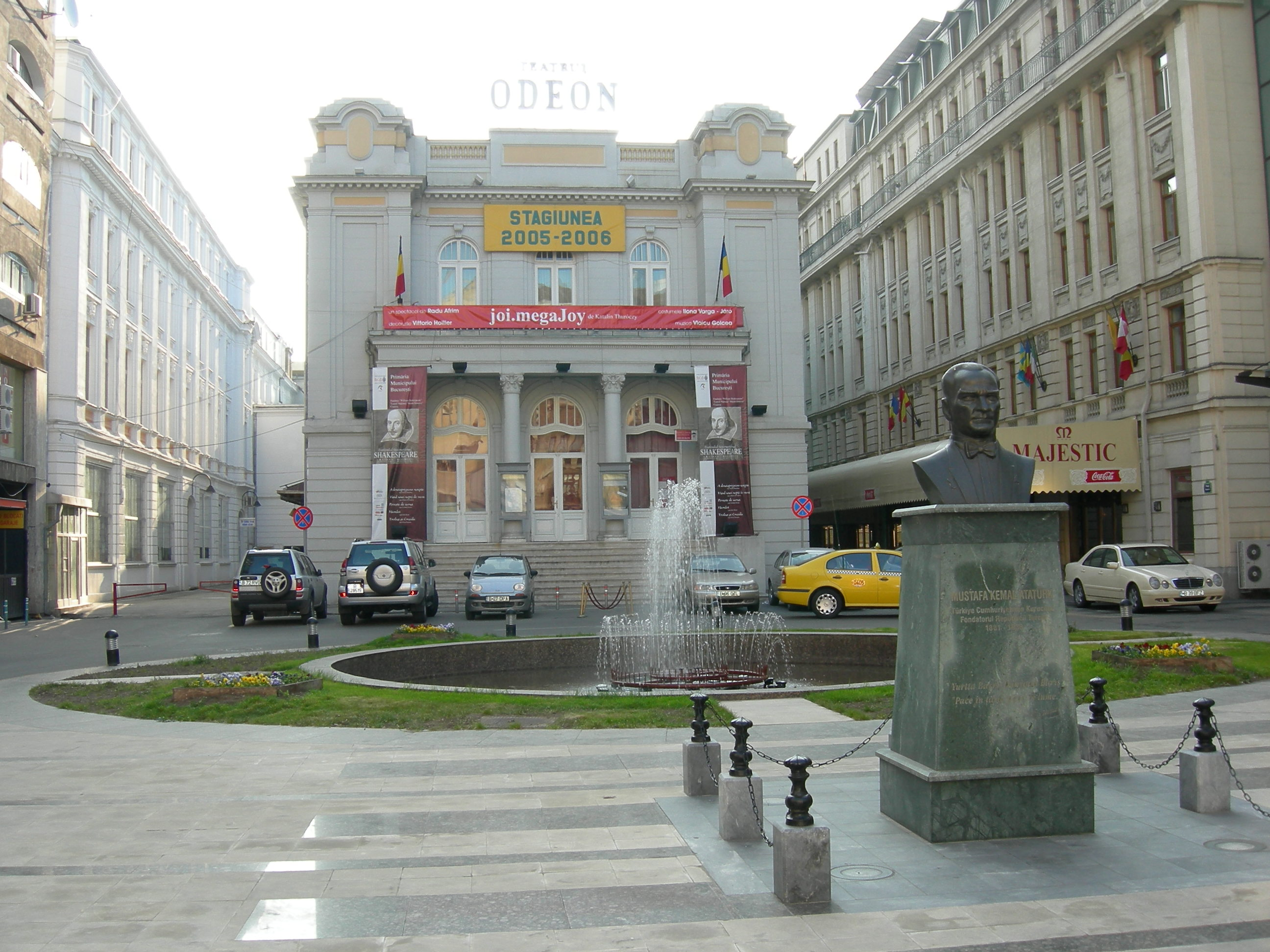
Estàtua de Mustafa Kemal Atatürk, Calea Victoriei, Bucarest

La majoria dels turcs viuen a la regió històrica del nord de la Dobruja (turc: Dobruca), particularment al comtat de Constanța, on són 21.014 i representen el 3,3% de la població, el comtat de Tulcea amb 1.891 (0,94%) i Bucarest amb 2.388 (0,14 %). Dobromir, una comuna del comtat de Constanța, és l’única de Romania amb majoria turca (61,93%). Com a minoria ètnica reconeguda oficialment, els turcs tenen un escó reservat per a ells a la Cambra de Diputats de Romania, que ocupa la Unió Democràtica Turca de Romania des del 1992. Una important comunitat turca també vivia fins al 1970 a l’illa d'Ada Kaleh.
Després del 1989, un nombre important d’empresaris turcs van començar a invertir i establir empreses empresarials a Romania i una certa proporció va optar per establir-se a Romania. Fonts no oficials calculen que hi ha 12.000 ciutadans turcs a Bucarest.

### Religió
El cens romanès de 2011 comptava amb 27.698 turcs ètnics, dels quals 26.903 eren musulmans (o el 97,1%). Al voltant de 505 turcs eren ortodoxos (1,8%), mentre que 147 turcs (0,5%) pertanyien a altres religions.

## Diàspora
Tradicionalment, la migració turca romanesa a gran escala ha estat a la República de Turquia, on la majoria van arribar com a muhacirs ("refugiats") durant la Primera Guerra Mundial i la Segona Guerra Mundial.
A més, durant principis del segle xx, alguns romanesos turcs també van emigrar a Amèrica del Nord. Segons la doctora Eleanor Bujea, la primera història dels romanesos turcs al Canadà va començar a la dècada de 1910 i és similar a la dels romanesos jueus. Molts inicialment van ser propietaris de famílies i van criar les seves famílies a les granges, mentre que alguns van anar a les botigues de queviures o van obrir carros ambulants. No obstant això, després de la Primera Guerra Mundial, moltes d’aquestes persones es van traslladar a grans ciutats on algunes es van casar i assimilar.
En els darrers anys, des de l'admissió de Romania a la Unió Europea, la minoria turca a Romania ha disminuït significativament a causa de la relaxació de les regulacions de viatges i migracions. Així, des de la primera dècada de la dècada de 2000, els romanesos turcs s’han unit a altres ciutadans romanesos (per exemple, romanesos ètnics, tàtars, etc.) en la seva migració principalment a Alemanya, Àustria, Itàlia, Espanya i el Regne Unit.

## Gent notable
- Fedbi Osman, president de la Unió Democràtica Turca de Romania (1994-1997, 2004 – actualitat), enginyer, membre de la cambra de diputats (1996-2000),[12] conseller del comtat de Constanța (2004-2008, 2008-2012, 2012–2016),[13] director de la publicació "Hakses" ("La veu de l'esperança").
- Secil Cantaragiu, polític turc
- Kazak Abdal, poeta otomà
- Nejla Ateş, ballarina del ventre
- Mehmet Rüştü Bekit, polític turc
- Aylin Cadîr, actriu i cantant
- Harun Osman, polític turc
- Hamdi Cerchez, actor
- Ömer Cerrahoğlu, guanyador de la medalla d’or de l’ Olimpíada Internacional de Matemàtiques
- İbrahim Hilmi Çığıraçan, escriptor turc
- Elena Farago, Poeta
- Kemal Karpat, historiador turc
- Rıza Saltuğ, polític turc
- Sevil Shhaideh, polític
- Numan Ustalar, polític turc